# Литургија
Литургија (грч. λειτουργια, лат. ministerium, officium — служба, служење или јавно дело, свештеничка служба у храму) у црквеном речнику означава чин евхаристијске службе или чин тајне причешћа.
У почетку појам је имао много обухватнији смисао и односио се на богослужење које је Црква вршила заједнички, јавно, у молитвеним местима, кроз одређени скуп обреда, речи, симбола и ритуалних покрета. У том општем смислу литургијски култ се изједначава са јавном молитвом, скупно организованом под надзором Цркве, а разликује се од приватног служења или личне молитве. Овде ћемо се осврнути на евхаристијску литургију.
Суштински указатељи о значењу јавног богослужења и евхаристијске литургијске праксе налазе се већ у Новом завету. На пример, веза између служења Евхаристије и проповедања Јеванђеља (1. Кор. 11,26), Евхаристије и Цркве (1. Кор. 10,17), аспект Литургије као жртве (Јевр. 13,15). Литургија је богослужење у храму, где „сваки свештеник литургише свакога дана“ (Јевр. 10,11; уп. Лк. 1,23) и где се врши свака служба са религиозним карактером. Тако, ученици литургисаху Господу (Дела 13,2), Свети Апостол Павле назива себе „литургичаром“ Христовим (Рим. 15,16), док су анђели „литургички духови“ (Јевр. 1,14). Православна традиција — која се у великој мери поистовећује са очувањем литургијског богослужења — пренела нам је поред постапостолских сведочанстава о литургијској пракси (Дидахи Св. Јустина Мученика; Иполитове апостолске традиције — трећи век.

## Историја
Серапионов Евхоилогион (4. век, александријског порекла) и литургије византијског типа (Светог Јована Златоустог и Светог Василија Великог), сиријског типа (Литургија Светог Јакова — 4. и 5. век), александријског типа (Литургија Светог Марка). Велику вредност на Истоку имали су коментари на литургије или неке литургијске текстове (Дионисије Ареопагит, Максим Исповедник, Јефрем Сирин, Никола Кавасила, Симеон Солунски, Герман Цариградски).
Православна литургија чини део византијског или цариградског типа, који је један од литургијских чинова практикованих на Истоку, поред азијског или понтског, сиријског и египатског типа. Почевши већ са 4. веком, паралелно са формирањем великих центара и хришћанских метропола (Александрије, Антиохије, Рима, Јерусалима, Кесарије Кападокијске, Никеје, Едесе), установљавају се посебни литургијски обреди, који уопштено ипак чувају основне елементе литургије као што је евхаристијска анафора. Досад су најпознатије две литургијске породице: за Исток, антиохијске и александријске Литургије, а за Запад, римска или „галска“ литургија. Карактеристично је за ову епоху да је на обе стране Васељенске Цркве постојала многоврсна разноликост литургијских обреда.
На темељу начела разноликости, велики источни патријархати организовани у 4. веку (Цариград, Александрија, Антиохија и Јерусалим), наметнули су своје локалне обреде.
Византијски обред, који у ствари потиче од антиохијског и кесаријског обреда, сублимисао се у три класичне литургије: Светог Јована Златоустог, Светог Василија Великог и Литургију пређеосвећених дарова. У садашњем тексту ових литургија неки обреди и молитве релативно су скорашњи, али то није променило њихову основну структуру и општи план који се учврстио у 4. веку. Литургија Светог Јована Златоустог, која потиче од антиохијског типа, постала је од 8. века главна литургија Цариградске цркве. Она је краћа од Василијеве, од које се разликује само по тексту анафорсхих евхаристијских молитава, а која се служи само десет пута преко године. Постоје сведочанства која потврђују не само аутентичност Литургије Светог Василија Великог него и чињеницу да је у 4. веку била у употреби на целом Истоку, па чак и у Цариграду. Литургија пређеосвећених дарова се служи 15—18 пута годишње, само у току Великог поста, који сходно православној духовности сачињава период покајања, то јест не литургијски период. Ова литургија нема евхаристијско претварање јер су Свети дарови били освећени на претходној недељној литургији, па је она у ствари вечерња служба после које је следило причешћивање.

## Структура
Осим чина припреме приноса (проскомидија), који је постао чин за себе, православна Литургија обухвата два главна дела: Литургију оглашених (катихумена), која у средишту има библијске текстове и беседу (Литургија речи) и представља киригматички или мисионарски део упућен „свим народима“ (Лк. 24,47), посебно онима који се припремају за крштење; и Литургију верних или евхаристијски сабор (скуп, сабрање), то јест освећујући део, који је заједничко служење литургијског народа — служитеља и верних — тј. има облик заједничког служења и заједничког причешћивања.
Литургија почиње Тројичним славословљем и Великом јектенијом, дакле низом молитава праћених призивањем Исусовог имена — „Господе помилуј“; после њих следе три прозбе које се завршавају са три антифона: „Благослови душо моја, Господа...“, „Јединородни Сине...“, и „Блаженима“. Сама литургија оглашених обухвата: вход ђакона и служитеља са Светим Јеванђељем у овом часу епископ улази у олтар), Трисвета песма Свети Боже), која се пева као увод у библијско читање - одељак из Апостола и Јеванђеља, који се објашњавају и тумаче у беседи (омилији). Овај се део закључује молитвом за сву Цркву, а нарочито за оглашене који нису имали дозволу да присуствују другоме делу, одређеном само за крштене.
Литургија верних почиње молитвом за оглашене, којој следи „Херувимска песма“, за време које се преносе Дарови са проскомидије на Часну трпезу. Целивом мира и исповедањем Симбола вере (убаченог у Литургију још у петом веку, у доба монофизитских спорова), улази се у евхаристијску анафору или приношење жртве, која обухвата: увод: „Горе имајмо срца“, молитву благодарења, „Трисвету песму“ (Свет, Свет, Свет је Господ Саваот), речи установе, анамнеза, приношење, призив Светога духа (епиклеза), освештање или претварање Дарова, диптихе или помене (за Пресвету Дјеву Марију, за свете), за мртве и живе, крај евхаристијског канона. Молитва Господња, молитва поклоњења, „Светиње светима“, „Један је Свет“ (Филип. 2,10), подизање и ломљење-Агнеца, уливање топлоте (ζεον) — све то чини део припремног обреда за причешћивање, најпре служитеља, а потом и верника. После преноса чаше и дискоса са Часне трпезе на проскомидијар, Литургија се завршава Заамвоном молитвом, коначним благосиљањем, дељењем благословеног хлеба (нафоре, αντιδορον), слањем верника у свет у име Господње: „У миру изиђимо“ и одговором: „У име Господње“.

## Симболизам
За Николу Кавасилу, литургија није ништа друго до симболичко представљање домостроја Христовог дела како би се вернима омогућило стварно учешће у плодовима Његове жртве (Тумачење божанске Литургије, I, 6). Литургијско сабрање поново доживљава све тренутке из живота и искупитељског дела Исуса Христа. Све димензије икономије Спасења литургијом су посадашњене: помињање искупитељских дела из прошлости, учињених једанпут за свагда (εφαπαξ - Јевр. 9,12); дочек Христа који долази и даје се за „Јело“ вернима; очекивање доласка Онога који седи на престолу славе. Литургијска заједница преображава се кроз евхаристију у есхатолошку заједницу: „Чуј, Господе Исусе Христе Боже наш, из светог обиталишта свог и са престола славе Царства свог, и дођи да нас освешташ, Ти, који са Оцем седиш горе, и овде си невидљиво с нама.“ Сва теологија литургије стоји на принципу да не постоји освећење без жртве: „Ја посвећујем себе за њих, да и они буду посвећени истином.“ (Јн. 17,19).
Православна литургија има дубок мистагошки и црквени карактер. Литургија није прост емоционални и естетски призор, нити пак само церемонијални аспект који кулминира у Евхаристији, него је суштинско доживљавање и символичко представљање икономије Спасења. Она сама припрема и потврђује оно што се дешава у евхаристији, као богослужбени израз садржаја догме. Литургија је сама Црква у њеном делу заједничког благодарења. Цело тело — служитељи и верници — учествују у приношењу дарова, у молитвама призива, причешћивањем Светим тајнама. Православље не познаје „приватну литургију“; зна, напротив, за космичку литургију, учење које је развио Свети Максим Исповедник. То је стање прослављања кад се преображени и обновљени космос налази у Васкрслом Христу. Твар обезобличена због греха постаје литургијски космос — вративши се у пређашње стање кроз Васкрслог Христа у евхаристији — који непрестано прославља Бога.